# Teruaki Mukaiyama

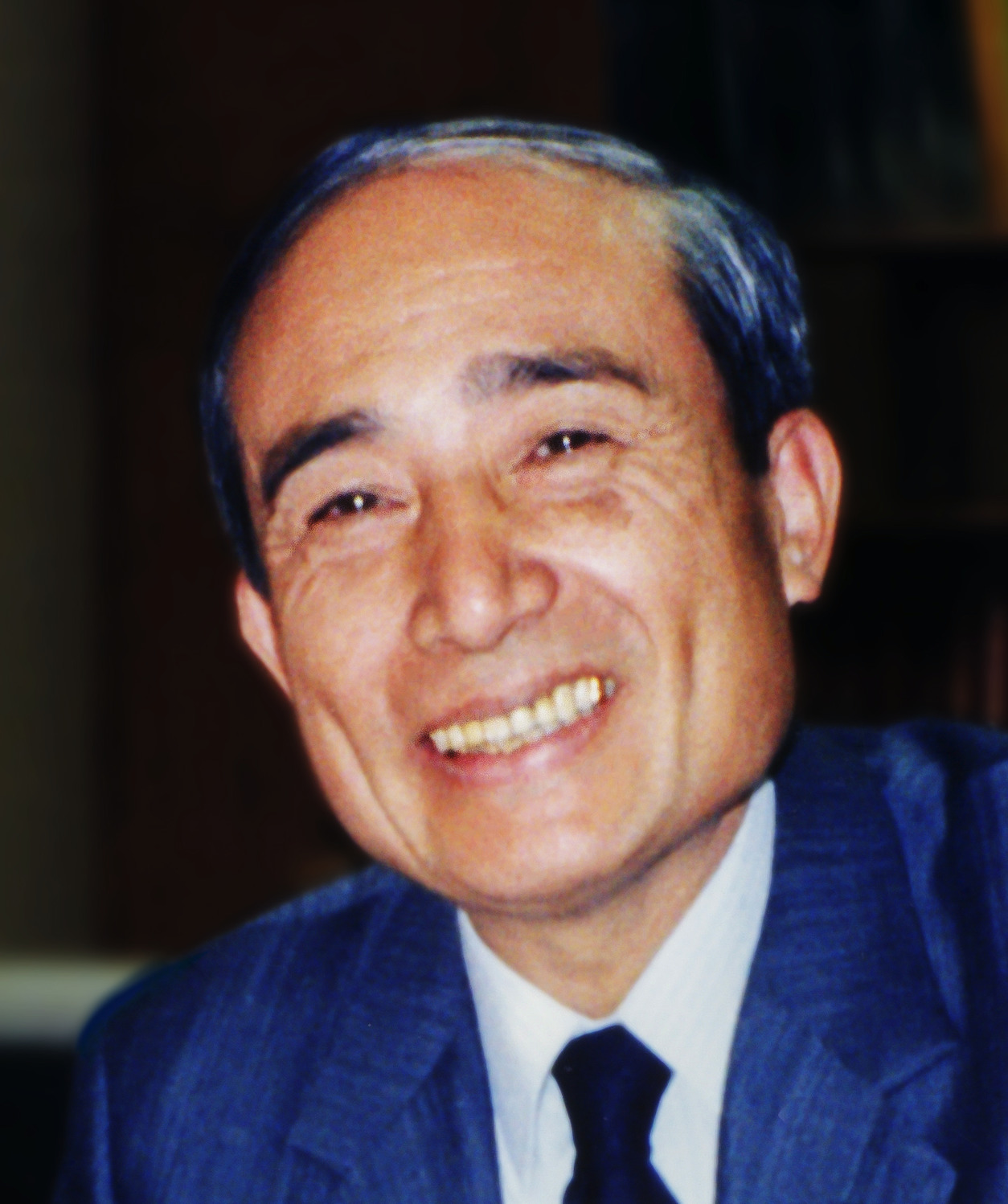
Teruaki Mukaiyama

Teruaki Mukaiyama, trabalhou no Instituto Kitasato, Tóquio, no Japão, nascido em 5 de Janeiro de 1927, em Nagano, no Japão e faleceu em 17 de Novembro de 2018. A pesquisa do professor  Mukaiyama focou em síntese orgânica. Conhecido pela adição de aldol de Mukaiyama, uma reação aldólica entre um éter enólico e um aldeído. Ele também alcançou a síntese total do taxol.  
Estudou Química no Instituto de Tecnologia de Tóquio e na Universidade de Tóquio, onde recebeu seu Ph.D. em 1957. Tornou-se professor titular em 1963. Em 1973 mudou-se para a Universidade de Tóquio e em 1987 para a Universidade de Ciências de Tóquio. De 2002 a 2009, ele foi professor do Instituto Kitassato.
1. ↑  «Teruaki Mukaiyama (1927 – 2018) :: ChemViews Magazine :: ChemistryViews». www.chemistryviews.org (em inglês). Consultado em 28 de novembro de 2018
2. ↑  Mukaiyama, Teruaki (23 de dezembro de 1998). «Asymmetric Total Synthesis of Taxol» (em inglês). Consultado em 28 de novembro de 2018